# Ано Скотина
Ано Скотина (на гръцки: Άνω Σκοτίνα, до 1965 година Σκοτίνα, Скотина) е село в Егейска Македония, Гърция, разположено на територията на дем Дион-Олимп в административна област Централна Македония.

## Местоположение
Селото е разположено на 760 m надморска височина в югоизточните слонове на Олимп, южно от Лептокария.

## История
В селото има църкви „Свети Николай и Свети Талалей“ от XVII век, „Свети Атанасий“, в която има запазени стенописи от около 1600 година и „Успение Богородично“ от 1862 година.
В XIX век Скотина е гръцко село в Османската империя. В 1913 година след Междусъюзническата война селото остава в Гърция. Селото е изоставено по време на Гражданската война в Гърция (1946 - 1949). След войната жителите му се изселват в новото селище в равнината Скотиниотика. В 1965 година Скотиниотика е прекръстено на Скотина, а старото село започва да носи името Ано Скотина, в превод Горна Скотина.
| Година    | 1913 | 1920 | 1928 | 1940 | 1951 | 1961 | 1971 | 1981 | 1991 | 2001 | 2011 | 2021 |
| --------- | ---- | ---- | ---- | ---- | ---- | ---- | ---- | ---- | ---- | ---- | ---- | ---- |
| Население | 526  | 636  | 714  | 353  | 0    | 89   |      |      |      | 1    | 0    | 4    |